# ОАЭ на летних Олимпийских играх 1992
Объединённые Арабские Эмираты принимали участие в Летних Олимпийских играх 1992 года в Барселоне (Испания) в третий раз за свою историю, но не завоевали ни одной медали.
13 спортсменов (13 мужчин и ни одной женщины) соревновались в 3 видах спорта: в плавании, лёгкой атлетике и велосипедных гонках.
Самым юным участником сборной был 16-летний пловец Мохамед Хамис (محمد خميس), а самым старшим — тоже пловец, 26-летний Ахмад Фарадж (احمد فرج), уже успевший приобрести олимпийский опыт в Сеуле в 1988 году.

## Лёгкая атлетика
Десятиборье
Ибрагим Нассер Аль-Матруши (ابراهيم ناصر المطروشي) занял 27 место.

## Плавание
Лучших результатов сборной ОАЭ удалось добиться в эстафетах 4х100 метров вольным стилем и 4х200 метров вольным стилем: 18 место.

## Велоспорт
Трое спортсменов соревновались в индивидуальном зачёте:
- Али Аль-Абед (علي العابد)
- Мансур Бу Осаиба (منصور بو أصيبعة)
- Халифа Бин Омар (خليفة بن عمير)

Для участия в командной гонке на время (100 км) к ним присоединился велогонщик Хамис Хариб (خميس حارب), команда заняла 23 место в общем зачёте.